# Žabař, kuchař, manželka a její Homer
Žabař, kuchař, manželka a její Homer (v anglickém originále The Mook, the Chef, the Wife and Her Homer) jsou 1. díl 18. řady (celkem 379.) amerického animovaného seriálu Simpsonovi. Scénář napsal Bill Odenkirk a díl režíroval Michael Marcantel. V USA měl premiéru dne 10. září 2006 na stanici Fox Broadcasting Company a v Česku byl poprvé vysílán 15. června 2008 na stanici ČT2.

## Děj
Ve školním autobuse Bart zabere Líze sedadlo svým skateboardem. Když si Líza stěžuje Ottovi, zatahá za sluchátka jeho walkmana a ten spadne na zem. Otto nemá co poslouchat. Cestou zahlédne porouchaný autobus Metallicy a chce jim pomoci. Skupina souhlasí, mezitím ale Bart ukradne školní autobus a členové kapely nasednou do auta k Hansu Krtkovicovi; spal totiž s Larsovou babičkou, a tak ho považují za většího fanouška než Ottu.
Když Bart po odvezení žáků vrátí Ottovi autobus, Otto mu naplácá na zadek. Přitom ho ale vidí ředitel Skinner a zakáže mu dočasně řídit autobus. Kvůli tomu musí rodiče vozit své děti do školy autem. Marge veze Barta, Lízu, Milhouse, Nelsona, dvojčata Sherri a Terri a Michaela. Ten je ve škole outsiderem. Když ale vyjde najevo, že je synem mafiánského bosse Tlustého Tonyho, začnou se ho všichni bát. Líza však pozná, že on není jako jeho táta. Sedne si k němu u oběda a Michael ji nabídne, že pro ni uvaří lepší jídlo. Je dobrým kuchařem, ale jeho otec o tom nechce ani slyšet. Tlustý Tony totiž chce, aby jeho syn převzal rodinný podnik – obchodování s odpadem, což je pouze krytí pro Tonyho nezákonné aktivity.
Jednou veze Tlustý Tony děti ze školy domů. Cestou ho napadnou jeho odvěcí nepřátelé v „obchodu s odpadem“ Calabresiovci. Podaří se mu jich ale zbavit. Když Michael vykládá Barta a Lízu, pozve Simpsonovy k nim na večeři. Při večeři vyruší Tonyho Calabresiovci, kteří přijeli na schůzku. Tony jim vyčte jejich pokus ho zabít. Říká, že Michael by stejně zaujal jeho místo a vykonal by krutou pomstu. Líza přemluví Michaela, aby konečně řekl svému otci, že ho nechce následovat a chce se stát kuchařem. Calabresiovci se Tonymu vysmějí, pokusí ho zabít a skončí v nemocnici a není ničeho schopen.
Homer a Bart zatím vedou mafii, ale Michael se nemůže smířit s tím, co to s nimi dělá. Pozve Calabresiovce a vyjedná s nimi mír. Poté jim naservíruje večeři, po které se otráví. Tlustý Tony za to Michaela pochválí.

## Produkce
Název dílu je odkazem na film Kuchař, zloděj, jeho žena a její milenec. Homer říká, že nejlepším mafiánským filmem všech dob byl Příběh žraloka; ten převzal obecnou dějovou linii z Kmotra, ačkoli látku převedl do animovaného filmu s ratingem PG. Závěr epizody je odkazem na závěr Kmotra, včetně hudby. Hostující hvězda Michael Imperioli byl vybrán pro svou roli Christophera Moltisantiho ze seriálu Rodina Sopránů. Když Tlustý Tony a jeho parta projíždějí Springfieldem, zazní úvodní hudba z tohoto seriálu. Syn Tlustého Tonyho Michael byl poprvé zmíněn v dílu Vypráskaný práskač.

## Přijetí
Dan Iverson z IGN napsal, že epizoda byla „okouzlující“ a že se mu líbila její parodie na Kmotra, pochválil také vystoupení Pantoliana a Imperioliho. Napsal rovněž, že vzhledem k tomu, že díl byl příliš náhodný, postrádal emocionální dopad, který měl mít, a udělil epizodě konečné hodnocení 7 z 10. V roce 2007 Simon Crerar z The Times zařadil vystoupení Metallicy mezi 33 nejvtipnějších cameí v historii seriálu.